# 경주휴게소

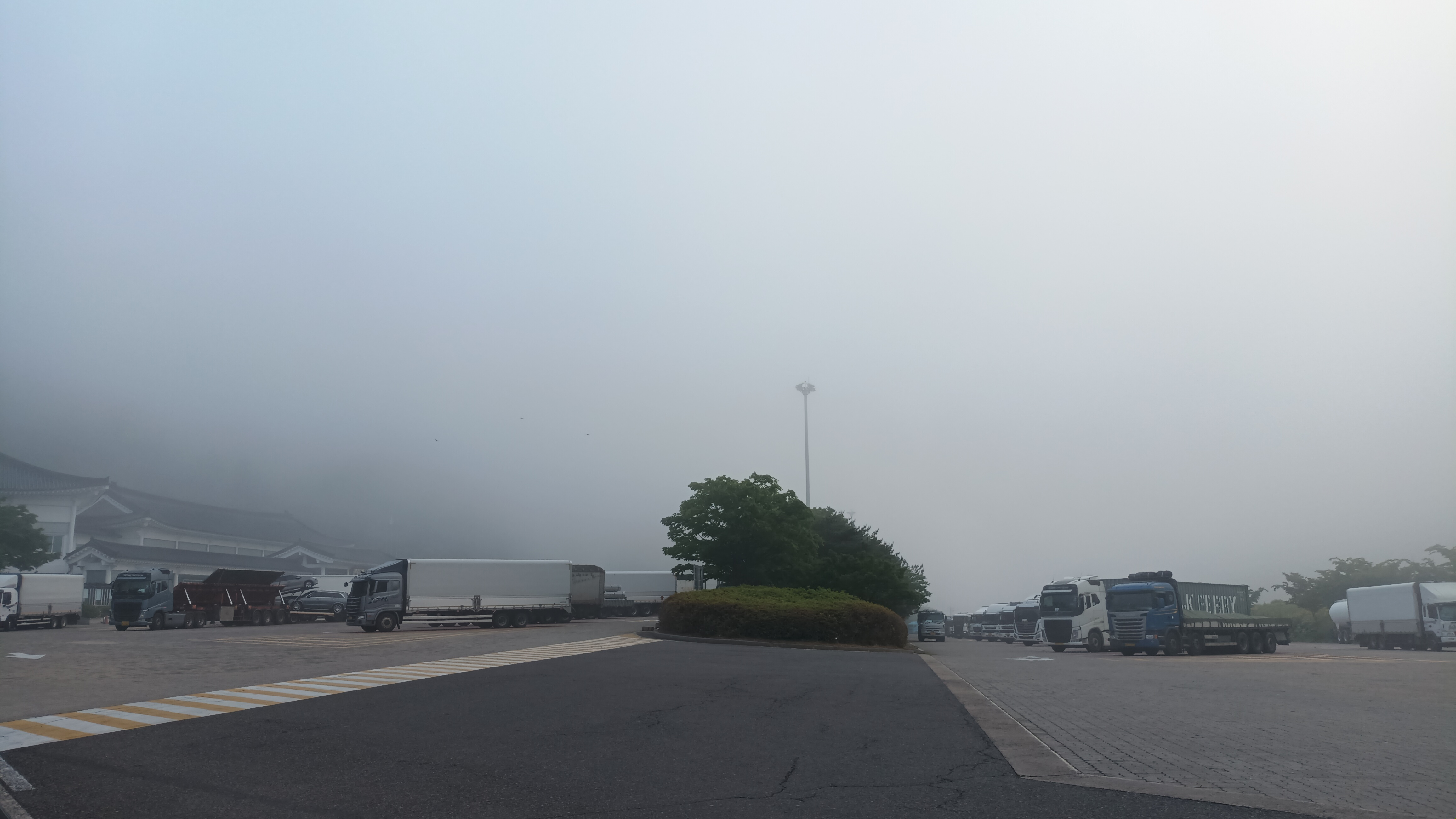
안개 속 경주휴게소

경주휴게소(慶州休憩所, Gyeongju Service area)은 경상북도 경주시 내남면 월산리에 위치한 경부고속도로의 고속도로 휴게소이다. 부산기점에서 59 km 떨어진 곳에 위치하며, 부산방향에만 휴게소가 존재한다. 주소는 경상북도 경주시 내남면 경부고속도로 59이다. 2004년 1월 15일 개장하였으며, 초기 이름은 경주화물휴게소였다.

## 시설
- 브랜드매장 : 탐앤탐스, 던킨도너츠
- 정유소 : 알뜰주유소, S-Oil
- 경정비소 : 있음(프로미카월드)
- 화물휴게소 : 있음
- 대표음식 : 와인 버섯롤 수제돈가스
  - 북위 35° 43′ 25″ 동경 129° 11′ 35″ / 북위 35.7235892°  동경 129.1929623°

## 다음 휴게소
하행선
- 경부고속도로 부산방향 통도사휴게소 28km
- 함양울산고속도로 울산방향 울주휴게소 28km
- 함양울산고속도로 창녕방향 밀양영남루휴게소 70km
- 중앙고속도로 춘천방향 청도새마을휴게소 67km

## 전후
- 활천 나들목 ← 경주휴게소 ← 경주 나들목
- 통도사휴게소 ← 경주휴게소 ← 건천휴게소